# 尾家キミ
尾家 キミ（おいえ きみ、1985年4月3日 - ）は、愛知県出身の女優である。本名は尾家 輝美。ニックネームはキミたん。アイドルユニット「キラポジョ」のメンバーとして活動していたが2012年3月24日をもって卒業した。

## 人物
キラポジョ以前には女優としてドラマや舞台に出演していた。2010年4月に社団法人日本海外協会の「100万本の植林活動」植林特任大使に就任している。
2011年4月17日に行われたワールド女子プロレス・ディアナ旗揚げ戦では特別リングアナウンサーを務めた。

## 出演作品

### 映画
- 少林少女（2008年）(中野輝美役)

### テレビ
- 中学生日記（1998?〜2000）
- ティーンズワゴン・たかぎまぢる（1999?）
- さわやか三組（不明）
- 仔犬のワルツ（2004年）
- 内田康夫旅情サスペンス・岡部警部シリーズ〜倉敷殺人事件（2006年）(山路郁子役)
- 体操の時間。（2006年）

### ラジオ
- ひ・み・つの華園（FM三重・不明）

### CM
- ステビオーレIII（ステビア）

### ポスター
- JA三重南紀みかん
- 河合サテライト講座
- 三菱液晶テレビ「REAL」

### 舞台
- なす庭に夏（2007年）
- ノクターン〜放火魔ツトムの優しい夜〜（2007年）(ツトム役)
- 友情（2007年）(中日劇場)
- 平和の葉っぱ（2008年）(ミヨ役)
- 花よりタンゴ（2008年）(月岡桃子役)
- おりひめ夢姿（2008年）
- マイシスターインディスハウス（2008年）(主演)
- 三日月のバスジャック（2008年）(ヒロイン)
- 吉幾三特別公演十六代目婿養子（2008年）（中日劇場）
- 満月に、同窓会。（2009年）（横浜相鉄本多劇場）
- 純喫茶物語2009（2009年）(高村あおい役)
- DramaticDancing（2009年）(ヒロイン)
- 梅咲きぬ（御園座）